# Kompare
Kompare ist ein freies Programm, welches dem Benutzer hilft, zwei Text-Dateien oder Verzeichnisse miteinander zu vergleichen. Es ist ein Teil des K Desktop Environment (KDE) und wird hauptsächlich auf Linux und anderen Unix-artigen Betriebssystemen eingesetzt. Kompare verwendet diff für die Berechnung der Unterschiede. diff ist ein Kommandozeilen-Programm und gibt die Unterschiede in Textform aus.

## Vergleichen von Text-Dateien
Wie das Bild oben zeigt, versucht Kompare die zwei Textdateien so nebeneinander darzustellen, dass die zusammengehörigen Zeilen immer nächstmöglich zueinander, abhängig von der Position der Bildlaufleiste angezeigt werden. Zeilen, die die beiden Dokumente voneinander unterscheiden, werden in beiden Ansichten hervorgehoben. Dazu werden drei verschiedene Farben/Anzeigemöglichkeiten verwendet:
- existiert in der ersten Datei, aber nicht in der zweiten (d. h. die hervorgehobene Passage wurde aus der ersten Datei gelöscht); oder
- existiert in der zweiten Datei, aber nicht in der ersten (d. h. wurde zur zweiten Datei hinzugefügt); oder
- existiert in beiden Dateien, aber mit Unterschieden (d. h. wurde verändert seit die erste Datei erstellt wurde)

### Vergleichen von Verzeichnissen
Wenn zwei Verzeichnisse anstelle von zwei Text-Dateien miteinander verglichen werden sollen, zeigt Kompare einen Verzeichnisbaum für die beiden ausgewählten Verzeichnisse.

### Erstellen und Anwenden von Patches
Kompare kann Patch-Dateien erstellen, welche nur die Unterschiede zwischen zwei Text-Dateien A und B auflisten. Weiterhin kann Kompare eine Patch-Datei, die auf diesem Weg erstellt wurde, auf eine Datei A anwenden. Auf diese Weise kann der Inhalt von Datei B in Datei A wiederhergestellt werden. Dies ist eine komfortable Möglichkeit, um aus einer alten Version einer Datei eine neuere/verbesserte Version zu machen, da nur die tatsächlichen Änderungen (die Patch-Datei) übernommen werden müssen. Mit diesem System werden bei Unix-artigen Betriebssystemen Patches eingespielt, wenn Programme aus dem Sourcecode kompiliert und nicht über ein Paketmanagement-System installiert wurden.
Die Patches, die mittels Kompare erstellt wurden, sind kompatibel zu Patch-Dateien die mit dem Kommandozeilen-Programm diff erstellt wurden, weil Kompare hauptsächlich ein graphisches Frontend für die Kommandozeilen-Programme diff und patch ist.

### Ergänzende Programme
Meld und KDiff3 erlauben das Visualisieren von Unterschieden wie Kompare, zusätzlich ist es dem Benutzer auch möglich, Dateien miteinander zu verschmelzen und Einzelheiten des Textes zu bearbeiten. Kompare seinerseits wurde nicht für das Bearbeiten oder Vereinigen von Texten programmiert.